# Огден, Карен
Карен Огден (англ. Karen Ogden; в замужестве Блицавс (англ. Blicavs); род. в конце 1950-х годов на острове Джерси, Нормандские острова, Коронные земли) — австралийская профессиональная баскетболистка, выступавшая в женской национальной баскетбольной лиге (ЖНБЛ). Трёхкратная чемпионка женской НБЛ в составе двух разных команд (1981, 1982 и 1984). Член Зала славы австралийского баскетбола с 2017 года.
В составе национальной сборной Австралии она участвовала в Олимпийском квалификационном турнире 1980 года в Болгарии к Олимпийским играм в Москве, а также на чемпионате мира 1983 года в Бразилии.

## Ранние годы
Карен Огден родилась в конце 1950-х годов на острове Джерси (Нормандские острова).